# Battaglia della Marsaglia
La battaglia della Marsaglia (4 ottobre 1693), anche conosciuta come battaglia di Piossasco, rappresenta uno degli episodi principali della Guerra della Grande Alleanza, scoppiata in Europa tra il 1688 ed il 1697.

## Antefatti
Il conflitto, anche conosciuto come “Guerra dei nove anni”, vedeva schierati da un lato la Francia, impegnata nei progetti espansionistici di Luigi XIV, e sul fronte opposto le potenze europee alleate nella Lega di Augusta e guidate dal Principe d'Orange (Inghilterra, Repubblica delle Sette Province Unite, Spagna, Svezia e Sacro Romano Impero).
A partire dal 1690 anche la Savoia di Vittorio Amedeo II, per sottrarsi all'asfissiante egemonia francese, passò al fronte alleato rivolgendosi a Vienna.
La guerra si estese così di qua delle Alpi, dove le truppe del Maresciallo Catinat, già noto in Piemonte per le spietate persecuzioni contro i Valdesi, si imposero nella battaglia di Staffarda e misero a ferro e fuoco la pianura piemontese. L'anno successivo le scorrerie francesi proseguirono con la conquista di Nizza, di gran parte della Savoia transalpina e l'occupazione di molte città piemontesi (Carmagnola, Avigliana, Rivoli, Saluzzo, Savigliano e Fossano). Non riuscì però l'assedio di Cuneo, dove le truppe del Re Sole subiscono una dura sconfitta. Nel 1692 la situazione si ribalta quando i francesi, già pesantemente impegnati sugli altri fronti europei, vengono sorpresi dall'offensiva del Duca di Savoia nel Delfinato.

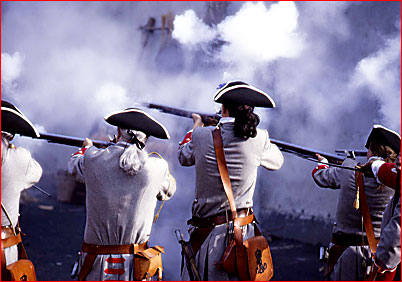
Rievocazione storica della Battaglia (foto Voglino)

## L'assedio di Pinerolo e la discesa in Piemonte del Catinat
Nell'estate del 1693 riprendono le ostilità: Vittorio Amedeo, nuovamente a capo dell'armata alleata in Italia, decide di attaccare la piazzaforte di Pinerolo e di bloccare Casale, entrambi presidi francesi e pericolose spine nel fianco della difesa savoiarda. L'assedio di Pinerolo si protrae però con consistenti perdite, ma senza esito per alcuni mesi, con la sola conquista del Forte di Santa Brigida.
Nel frattempo il Catinat, appena nominato Maresciallo di Francia, si porta con le sue truppe in alta Val Chisone acquartierandosi sopra Fenestrelle, là dove l'Alpe di Prà Catinat sta ancora a ricordarne il passaggio. Da qui, ricevuti rinforzi, con reparti provenienti dal fronte Catalano e la Gendarmeria a cavallo distaccata dall'armata del Reno, alla testa di un esercito di oltre 35000 uomini, aggira i piemontesi e scende senza trovare resistenza sulla Val di Susa, razziando e distruggendo tutto ciò che trova sul suo percorso: prima Susa, poi Avigliana, quindi Venaria dove, per rappresaglia verso le distruzioni operate dal Duca in Delfinato e su espresso ordine di Luigi XIV, viene incendiata la splendida Reggia del Castellamonte.
 Stessa sorte segue il Castello di Rivoli, in cui vengono saccheggiate anche le collezioni d'arte. Infine, incuneandosi tra Torino e l'esercito imperiale ancora fermo a Pinerolo, si dirige verso Piossasco, distruggendone i castelli ed occupandone strategicamente i rilievi.
Solo a questo punto Vittorio Amedeo abbandona l'assedio e, nonostante alcuni suoi generali cerchino di dissuaderlo, decide di contrattaccare il nemico in fronte aperto. Nei piani del Duca, forse non a conoscenza della reale consistenza avversaria, la fanteria francese avrebbe dovuto essere facilmente spazzata via ed una parte del suo esercito avrebbe poi dovuto tagliare la ritirata francese in Val di Susa passando attraverso Cumiana e Giaveno, riuscendo così a annientare l'armata avversaria. Il Catinat però, già forte della superiorità numerica, si è ormai saldamente insediato allo sbocco della Val Sangone tra le alture di Piossasco, Sangano e Rivalta, dalle quali può agevolmente controllare l'avanzata dell'esercito alleato.

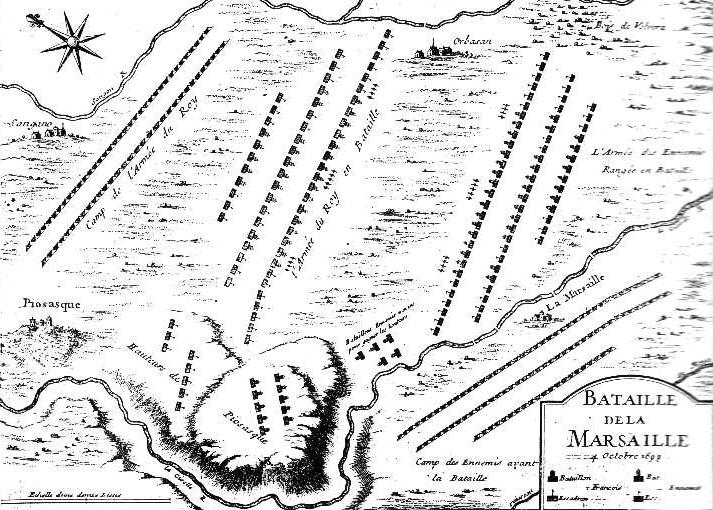
Piano di battaglia - 4 ottobre 1693: si nota chiaramente la disposizione, prima e durante lo scontro, delle due armate (a sinistra i francesi, a destra gli alleati) nella piana compresa tra Piossasco, Volvera ed Orbassano

## La battaglia
L'armata agli ordini di Vittorio Amedeo è quanto di più eterogeneo si possa immaginare e comprende milizie provenienti da tutte le regioni d'Europa: le truppe Sabaude innanzitutto, guidate personalmente dal Duca e dal cugino Principe Eugenio, già famoso condottiero al servizio di Vienna, a cui si affiancano battaglioni Imperiali provenienti dalla Spagna, dalla Lombardia e dal Regno di Napoli, la cavalleria dello Stato di Milano, le truppe Bavaresi e dei Principati tedeschi; tra queste ultime molte compagnie “affittate” dai Savoia e composte principalmente da mercenari provenienti anche dalla Svizzera e dalle Fiandre.
Una presenza significativa è quella degli Ugonotti francesi e dei religionari Valdesi che, in seguito alle persecuzioni subite dopo l'abrogazione dell'editto di Nantes, sono tra i più strenui oppositori della politica assolutista di Luigi XIV; con il sostegno di Inglesi e Olandesi hanno ottenuto la libertà religiosa dai Savoia e sono ora inquadrati tra le truppe del Duca. Sul fronte avversario forte è la presenza invece degli irlandesi che, cacciati dalle loro terre per ragioni opposte, sono tra i più preziosi alleati dei francesi.
Fra il due e il tre ottobre 1693, le due armate giungono a fronteggiarsi nella pianura che si estende tra il torrente Chisola, Volvera, Bruino ed i contrafforti del monte San Giorgio di Piossasco. All'alba di domenica 4 ottobre, tra la fitta nebbia, il rullare dei tamburi e ordini gridati in tutte le lingue d'Europa, gli eserciti iniziano a posizionarsi su un fronte di quattro chilometri.
Gli alleati si schierano disponendo alla destra, verso Volvera, la cavalleria piemontese, con la prima linea agli ordini del feldmaresciallo Caprara e la seconda del Principe Eugenio. L'ala sinistra, che fronteggia Piossasco, è diretta dal Marchese di Leganés, governatore di Milano ed è formata dalla cavalleria dello Stato di Milano e dagli squadroni tedeschi, con la prima linea assegnata al Conte di Louvigny e la seconda al Generale Masset. Al centro, la prima linea di fanteria agli ordini del Conte di Pallfy è formata dalle truppe germaniche a destra, affiancati ai reparti di religionari valdesi e luterani e ad alcuni squadroni di cavalleria austriaci, mentre sulla sinistra sono disposti 4 reggimenti spagnoli. In seconda linea i battaglioni piemontesi agli ordini del Conte di Rabutin. Davanti al fronte è schierata l'artiglieria con trentun pezzi, difesa da un battaglione di fucilieri. Tutta l'armata si trova in aperta campagna, e solo alcuni radi boschetti coprono il centro, dove viene fatto scavare a protezione un lungo fossato. Anche le spalle dello schieramento alleato sono completamente prive di difese naturali.
Il Catinat ha preparato con la consueta meticolosità il piano di attacco osservando il terreno di battaglia dalle alture piossaschesi e individua il punto debole dello schieramento avversario nel suo fronte sinistro. Anch'egli ha disposto la sua armata su tre sezioni, con la fanteria comandata dai generali La Hoguette e D'Husson su due linee centrali e la cavalleria ai lati: il Duca di Vendôme, detto successivamente Il Gran Vendôme, scendendo da Piossasco, guida la prima linea di destra, il Marchese di Larré la seconda; il Marchese de Vins e Filippo di Borbone-Vendôme (gran priore dell'Ordine di Malta e fratello del precedente) rispettivamente la prima e seconda linea sulla sinistra, posizionati dalla parte delle cascine che prenderanno poi il nome di Tetti Francesi.
Alle nove del mattino le artiglierie aprono la battaglia. L'esercito francese avanza lentamente, sempre preceduto dall'artiglieria, giungendo a poca distanza dalle linee alleate. Alcuni reparti, sotto il continuo tiro avversario, hanno difficoltà a rispettare la consegna del Catinat di non fare fuoco sul nemico fino a che questo non è a sicura portata. Non appena giunta a contatto, tutta la prima linea francese si scaglia sugli alleati con un assalto alla baionetta, tecnica che rappresentava ancora una novità nella strategia militare dell'epoca. L'ala destra alleata regge a ben tre assalti, e le sorti della battaglia restano per un po' appese ad un filo, quando giunge notizia che l'ala sinistra ha ceduto ed è in fuga, con i reparti spagnoli sopraffatti di fronte alla carica avvolgente della cavalleria francese guidata dal Vendôme. I reparti di cavalleria dello Stato di Milano si ritirano dal campo senza aver ingaggiato battaglia. Solo un reggimento spagnolo, il Tercio Lisbona, trovando protezione in un rigagnolo d'acqua, si difende strenuamente fino a venire completamente sopraffatto dai francesi. Anche i battaglioni protestanti oppongono una eroica resistenza, ma vengono anch'essi annientati. L'ala destra si vede così circondata: il Duca di Savoia ordina di ritirarsi caricando con i reparti di Dragoni per rallentare la fase dell'inseguimento ed attenuare gli effetti della sconfitta. Gli imperiali, guidati dal Principe Eugenio, riescono in questo modo a ritirarsi fino alle piazzeforti di Torino e Moncalieri senza che i francesi riescano a tagliar loro la ritirata.
Sul campo rimane un gran numero di caduti, stimati in circa 1800 per i francesi e tra gli 8000 ed i 10000 per gli alleati, a cui si aggiungono circa 2000 prigionieri e la perdita di tutte le artiglierie. Il Maresciallo Catinat al termine dei combattimenti occupa il Castelletto della Marsaglia (tuttora esistente e situato in realtà ad alcuni chilometri dall'epicentro dello scontro): la relazione di guerra stilata per Luigi XIV da questo luogo fisserà anche il nome con cui sarà ricordata la battaglia.

## Conseguenze politiche
Nonostante la pesante sconfitta subita, Vittorio Amedeo riesce però, da un punto di vista strategico e politico, a volgere la situazione a suo favore. L'armata alleata è in fuga, ma non è dispersa, le piazzeforti sabaude restano ben munite e l'inverno è alle porte. Inoltre le alterne vicende della guerra sul Reno e nei Paesi Bassi, la superiorità navale dell'Inghilterra, la disastrosa situazione economica francese ed i pesanti oneri del mantenimento delle truppe impegnate sul fronte Italiano, inducono Luigi XIV a cercare un accordo con i Savoia.
 Il Catinat, ottenuto lo sblocco di Casale, ordina per il momento di ritirare il proprio esercito negli alloggiamenti invernali al di là delle Alpi.
Nelle stagioni seguenti la guerra si trascina stancamente, fino all'agosto del 1696 quando il Duca abbandona la coalizione con gli Asburgo e sigla con la Francia il Trattato di Torino, con il quale, dichiarandosi formalmente neutrale nella guerra in corso, ritorna in realtà all'alleanza con i Borbone ottenendo in cambio la restituzione di Nizza, della Savoia francese e di Pinerolo ed il passaggio di Casale al Duca di Mantova. Queste condizioni verranno poi confermate l'anno successivo con il trattato di Rijsvijck, che porrà temporaneamente fine alla guerra tra le potenze europee.
 Il conflitto scoppierà nuovamente nel 1703, quando l'ennesimo capovolgimento di alleanze da parte dei Savoia porterà infine alla vittoria nella battaglia di Torino del 1706 ed al definitivo riconoscimento dello Stato Sabaudo tra le potenze europee.

## Conseguenze sulle popolazioni ed il territorio
Il periodo che precedette e seguì la battaglia della Marsaglia fu sicuramente tra i più terribili per le popolazioni piemontesi. Una situazione all'epoca condivisa con le altre regioni italiane, obbligate a sopportare imposizioni e gabelle necessarie per fornire il “soldo” agli eserciti dei vari Principi e alle truppe Imperiali. Agli abitanti era poi imposto l'obbligo di dare ospitalità agli eserciti di passaggio, fornendo fieno per gli animali e vivande per i soldati, e quando non bastava questi si abbandonavano alla razzia di ciò che trovavano sul loro passaggio.
L'area in cui si svolse la battaglia della Marsaglia fu poi pressoché sconvolta dagli eventi bellici: tutti i paesi della zona furono saccheggiati ed incendiati dalle truppe del Catinat, numerosi castelli e centri abitati rasi al suolo
Le violenze furono sistematiche non solo da parte dei francesi, ma anche fra le truppe alleate, specie quelle germaniche. Quando più tardi si arriverà al Trattato di Torino, per convincere le milizie tedesche a rientrare entro i propri confini si dovette giungere al pagamento di ben più di trecentomila dobloni, da suddividersi tra tutti i Principi d'Italia, ed anche il Papa Innocenzo XII fu ben lieto di sborsare la sua rata per accelerare l'abbandono dell'Italia da parte delle ingombranti truppe imperiali.
Le conseguenze dirette del combattimento si faranno sentire a lungo nella zona teatro degli eventi: tutto in quei luoghi fu rovinato, le vigne bruciate, i raccolti perduti.
Gli oltre 10000 caduti di entrambe le parti restarono insepolti per circa 4 mesi, provocando l'inquinamento dell'aria e dell'acqua. I paesi vicini, esasperati dal fetore che arrivava dal campo di battaglia, chiesero aiuti per poter interrare quei corpi e tornare alle proprie case senza il timore di epidemie.
Solo nel gennaio del 1694 il "magistrato di sanità" fece obbligo di seppellire i cadaveri, ed allo scopo furono arruolati volontari ed inviati alcuni battaglioni di fanteria. I terreni restarono però gerbidi ed incolti per anni, anche per il fiorire di paurose leggende legate a quegli eventi.
Ai nostri giorni la “Croce Barone”, collocata nella piana al centro degli scontri, ricorda la storia di una battaglia tanto tragicamente cruenta quanto inutile.